# Aleksandr Valer'evič Chalifman
Aleksandr Valer'evič Chalifman (in russo Александр Валерьевич Халифман?; Leningrado, 18 gennaio 1966) è uno scacchista russo Grande Maestro, (fino al 1991 sovietico). È scritto Alexander Khalifman secondo la grafia inglese.
È noto per essere diventato il campione del mondo FIDE nel 1999, vincendo il torneo ad eliminazione diretta di Las Vegas (che terminò il 18 agosto). Ha perso il titolo l'anno successivo, quando Viswanathan Anand lo eliminò nei quarti di finale del Campionato del mondo FIDE del 2000 a Nuova Delhi.

Il torneo terminò il 28 dicembre, per cui il suo "regno" come campione durò un anno, quattro mesi e dieci giorni.
Ha raggiunto il proprio record di punteggio Elo nella lista FIDE di ottobre 2001, con 2.702 punti, numero 13 del mondo e 5 tra i giocatori russi.

## Biografia
Nato a San Pietroburgo nel 1966, imparò all'età di sei anni le regole del gioco da suo padre, la sua carriera decollò quando nel 1986 ottenne il titolo di Maestro Internazionale vincendo il campionato Europeo juniores di Groningen, pochi anni dopo nel 1990 la consacrazione a Grande Maestro nel super open di New York.
Nell'edizione 1991/92 del super torneo di Reggio Emilia (edizione poi vinta dal futuro Campione del Mondo Viswanathan Anand), Chalifman sconfigge Anatoli Karpov in una complicatissima partita spagnola e nello scontro diretto contro il Campione del Mondo Kasparov gli impone facilmente il pareggio con il nero.
Siamo in presenza di un giocatore in grado di occupare stabilmente i primi posti della classifica mondiale, eppure a differenza di molti suoi colleghi Chalifman viene invitato meno spesso nei grandi super tornei dovendosi accontentare di giocare spesso nei tornei open. Nel 1996 vince il campionato Russo, ma il riscatto di Aleksandr avviene durante il campionato del mondo ad eliminazione diretta di Las Vegas del 1999, in questa occasione Chalifman non partiva come favorito ed il lotto dei partecipanti era veramente impressionante, tanto per fare alcuni nomi: Kramnik, Gelfand, Adams, Ivanchuk, Kamsky, Topalov, Short, Judit Polgar Akopian etc.. Chalifman si sbarazza di molti pericolosi rivali , eliminando tra gli altri Kamsky, Judit Polgar e Boris Gelfand e acquisendo il diritto di giocarsi la finalissima contro Akopian con in palio il titolo di Campione del Mondo. Il match si concluse con la vittoria di Aleksandr Chalifman per 3,5 a 2,5 . 
Poco dopo, nel 2000, al torneo chiuso quadrangolare di Hoogeveen, Aleksandr sbaraglia tutti con lo stratosferico punteggio di 5,5 su 6 con ben due punti di vantaggio sul secondo classificato Jan Timman.
Dal 1992 al 2004 ha partecipato per la Russia a quattro Olimpiadi degli scacchi, ottenendo 3 medaglie d'oro e una d'argento di squadra e due medaglie individuali (una d'argento e una di bronzo), vincendo 10 partite, 22 patte e 2 sconfitte .
Tra gli altri successi di Chalifman ricordiamo il campionato russo del 1996.
A gennaio 2018 è allenatore del Grande Maestro russo Vladimir Fedoseev.

## Partite
Alcune partite memorabili di Alexandr Chalifman, trascritte in notazione algebrica . 
Alexander Khalifman - Vassily Ivanchuk (Minsk, 1986)
1.  d4 d5 2.  c4 e6 3.  Nf3 Nf6 4.  g3 dxc4 5.  Bg2 Nc6 6.  O-O Rb8 7.  Nc3 a6 8.  e4 b5 9.  Qe2 Nxd4 10.  Nxd4 Qxd4 11.  Bg5 Qb6 12.  e5 Nd5 13.  Bxd5 exd5 14.  Nxd5 Qb7 15.  Rad1 Bh3 16.  e6 Bxe6 17.  Qe5 Bd6 18.  Qxg7 Kd7 19.  Nf6+ Kc6 20.  Ne4 Qc8 21.  Qd4 Qd7 22.  Nf6 Qc8 23.  Be3 b4 24.  a3 bxa3 25.  bxa3 Rb3 26.  Qe4+ Kb5 27.  Rd5+ Bxd5 28.  Qxd5+ c5 29.  a4+ Kb6 30.  Qxd6+ Kb7 31.  Qd5+ Qc6 32.  Qxc4 1-0
Alexander Khalifman - Anatoly Karpov (Reggio Emilia, 1991)
1.  e4 e5 2.  Nf3 Nc6 3.  Bb5 a6 4.  Ba4 Nf6 5.  O-O b5 6.  Bb3 Be7 7.  Re1 d6 8.  c3 O-O 9.  h3 Bb7 10.  d4 Re8 11.  Ng5 Rf8 12.  Nf3 Re8 13.  Nbd2 Bf8 14.  a4 h6 15.  Bc2 exd4 16.  cxd4 Nb4 17.  Bb1 c5 18.  d5 Nd7 19.  Ra3 f5 20.  Nh2 Nf6 21.  Rf3 Re5 22.  Rxf5 Rxf5 23.  exf5 Bxd5 24.  Ne4 Bxe4 25.  Bxe4 d5 26.  Bf3 c4 27.  Re6 Nd3 28.  Be3 d4 29.  Bxh6 Nxb2 30.  Qc2 Nxa4 31.  Bg5 d3 32.  Qd2 Nc5 33.  Bxf6 gxf6 34.  Rc6 Rc8 35.  Rxc8 Qxc8 36.  Bd5+ Kh7 37.  Qf4 d2 38.  Qg4 d1=Q+ 39.  Qxd1 Qxf5 40.  Ng4 Bh6 41.  Qe1 Bf8 42.  Qe8 Qb1+ 43.  Kh2 Bd6+ 44.  g3 Qg6 45.  Qd8 1-0
Michael Adams - Alexander Khalifman (Las Palmas, 1993)
1.  e4 c5 2.  Nf3 d6 3.  d4 cxd4 4.  Nxd4 Nf6 5.  Nc3 g6 6.  Be2 Bg7 7.  O-O O-O 8.  Be3 Nc6 9.  Kh1 d5 10.  Nxc6 bxc6 11.  e5 Ne4! 12.  Nxe4 dxe4 13.  Qxd8 Rxd8 14.  Rfd1 Be6 15.  Bd4 f5 16.  a4 Kf7 17.  a5 Rxd4!! 18.  Rxd4 Rb8! 19.  f4 exf3 20.  Bxf3 Bxe5 21.  Rd3 Rxb2 22.  Re1 Bd6 23.  Bxc6 Rxc2 24.  Bd5 Bxd5 25.  Rxd5 Ra2 26.  g3 Bb4 27.  Rb1 Rxa5 28.  Rd7 Ke6 29.  Rd8 Bd6 30.  Rh8 h5 31.  Rf8 Re5 32.  Rb2 a5 33.  Ra2 Bb4 34.  Kg2 Kd5 35.  Rc2 a4 36.  Rg8 Re6 37.  Rd8+ Bd6 38.  Rd2+ Kc6 39.  Ra8 a3 40.  Kf3 Re4 41.  Rg8 Rb4 42.  Rc8+ Kb5 43.  Rd5+ Kb6 44.  Ra8 Rb3+ 45.  Ke2 Rb2+ 46.  Rd2 Bb4 0-1
Alexander Khalifman - Peter Svidler (Tilburg, 1994)
1.  e4 c5 2.  Nf3 Nc6 3.  d4 cxd4 4.  Nxd4 Nf6 5.  Nc3 d6 6.  Bg5 e6 7.  Qd2 a6 8.  O-O-O Bd7 9.  f4 Be7 10.  Nf3 b5 11.  Bxf6 gxf6 12.  Bd3 Qb6 13.  Rhe1 b4 14.  Nd5!? exd5 15.  exd5 Na7 16.  Qe2 Nc8 17.  Nh4 Ra7 18.  Bf5 h5 19.  Rd3 Kd8 20.  Bxd7 Rxd7 21.  Nf5 Rc7 22.  Re3 Qb7 23.  Qf3 Qb5 24.  Nd4 Qc4 25.  Nc6+ Rxc6 26.  dxc6 f5 27.  b3 Qc5 28.  Qe2 d5 29.  Qxa6 Rg8 30.  Qb7 Qd6 31.  Rxe7! Nxe7 32.  Rxe7 1-0
Alexander Khalifman - Boris Gelfand (Las Vegas, 1999)
1.  e4 c5 2.  Nf3 d6 3.  d4 cxd4 4.  Nxd4 Nf6 5.  Nc3 a6 6.  Be2 e5 7.  Nb3 Be7 8.  Be3 Be6 9.  Nd5 Nbd7 10.  Qd3 Bxd5 11.  exd5 O-O 12.  g4! Nc5 13.  Nxc5 dxc5 14.  O-O-O e4 15.  Qd2 Bd6 16.  g5 Nd7 17.  h4 Ne5 18.  h5 Rc8 19.  Rh4 c4 20.  Rxe4 c3 21.  bxc3 Qa5 22.  Kb1 Rxc3 23.  Bd4 Rfc8 24.  Bxc3 Rxc3 25.  Qd4 f6 26.  gxf6 gxf6 27.  f4 Bc5 28.  Qa4 Qb6+ 29.  Ka1 Nf7 30.  Qe8+ Kg7 31.  h6+! Nxh6 32.  Qd7+ Nf7 33.  Rb1 Qd8 34.  Rxb7 Qxd7 35.  Rxd7 Rxc2 36.  Bh5 Ba3 37.  Re1 Bb4 38.  Rxf7+ Kh6 39.  Rh1 1-0
Judit Polgar - Alexander Khalifman (Hoogeveen, 2000)
1.  e4 e6 2.  d4 d5 3.  Nc3 Bb4 4.  e5 c5 5.  a3 Ba5 6.  b4 cxd4 7.  Qg4 Ne7 8.  bxa5 dxc3 9.  Qxg7 Rg8 10.  Qxh7 Nbc6 11.  Nf3 Qc7 12.  Bf4 Bd7 13.  Bd3 O-O-O 14.  Bg3 Qxa5 15.  O-O Rh8 16.  Qg7 d4 17.  Qg4 Nf5 18.  Rfb1 Nxg3 19.  Qxg3 Qc7 20.  Kf1 Rhg8 21.  Qf4 f5 22.  h3 Kb8 23.  Re1 Bc8 24.  Ng5 Rd5 25.  Nf3 Ne7 26.  Rab1 Ng6 27.  Qh2 Qh7 28.  Rb4 Nh4 29.  Nxd4 Nxg2 30.  Reb1 Qd7 31.  Ne2 Rxd3 32.  cxd3 Qxd3 33.  Rc1 c2 34.  Rd4 Qf3 35.  Nf4 b6 36.  Nxg2 Ba6+ 37.  Kg1 Bb7 0-1